# パ・リーグオールスター東西対抗

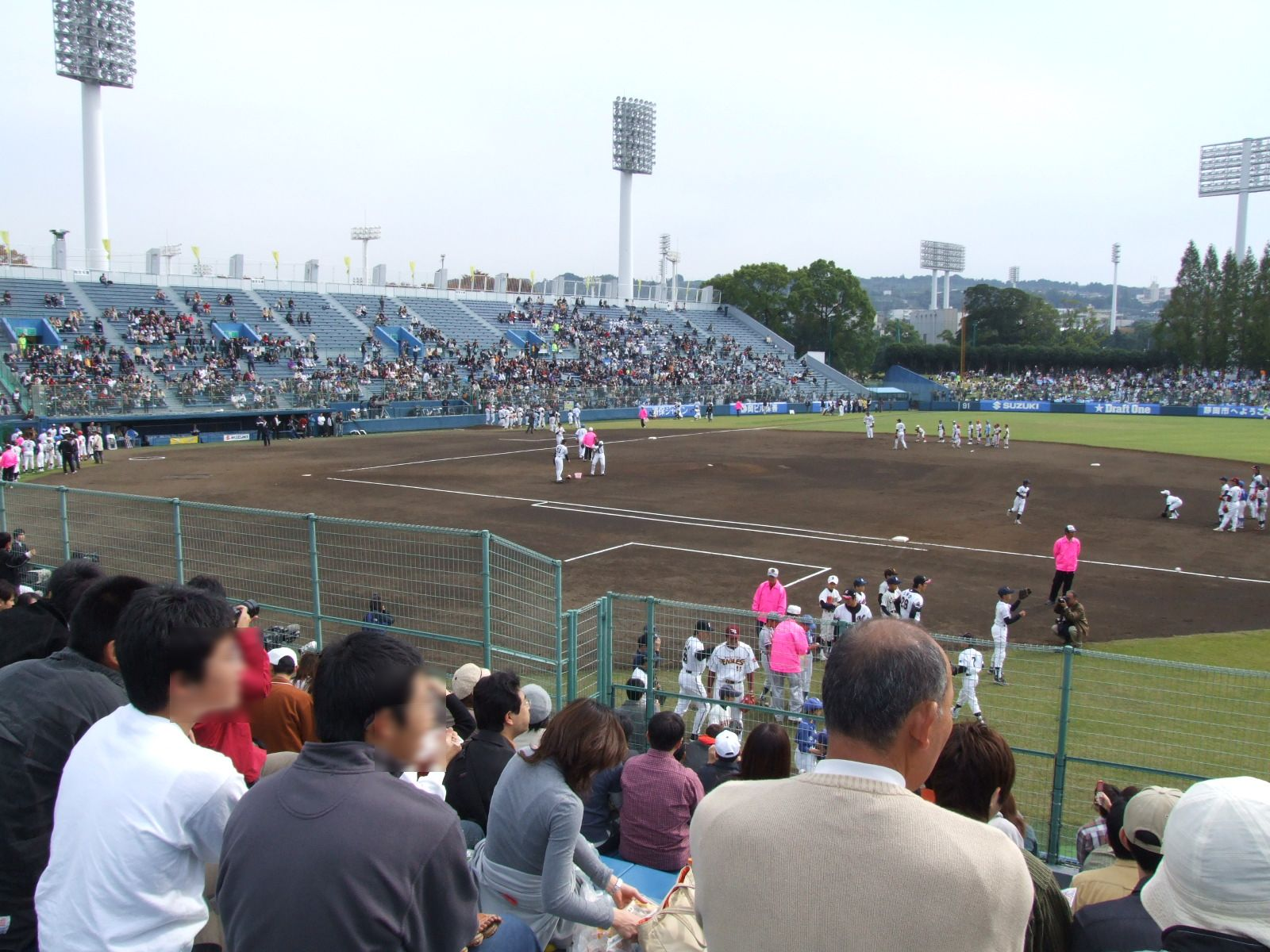
第18回大会（2005年）の様子

パ・リーグオールスター東西対抗（パ・リーグオールスターとうざいたいこう 英：PACIFIC LEAGUE ALL STAR EAST vs WEST）は、パシフィック・リーグの6球団を東西2チームに分けて争われるオールスターゲーム。1981年に第1回が開催され、1988年からはほぼ毎年11月に静岡県草薙総合運動場硬式野球場（静岡草薙球場）で行われてきたが、2006年（第19回）をもって幕を閉じた。

## 概要
- パ・リーグの6球団を、東軍（北海道日本ハムファイターズ、東北楽天ゴールデンイーグルス、千葉ロッテマリーンズ）と西軍（埼玉西武ライオンズ、オリックス・バファローズ、福岡ソフトバンクホークス）に分けて、それぞれの球団から選手を数人ずつ選出し、約20人のチームを編成する。監督はいずれかの球団の監督が務め、他の2球団の監督はコーチとなる。
- 年1試合行う。ホームチームは交替で務め、1塁側ベンチを使用する（ただし、ユニフォームは全球団ホーム用を着用する）。2006年は西軍がホームチームを務めた。
- 雨天中止の場合、代替試合は行われない。
- 試合前には、少年野球教室やホームラン競争が行われる。
- 試合展開は非常に早く、おおむね2時間程度で終了する。1年間の慰労をこめた試合として、この試合においては他チームファンとの交流も見られ、試合終了後には外野スタンド入り口付近において6球団ファン合同の二次会が開かれ、2時間近くかけて全球団や選手応援歌や「白いボールのファンタジー」を歌い通す。このことから「パ・リーグファンの忘年会」的な存在でもあり、パ・リーグ各チームのファンのリーグとしての団結力の強さを象徴するイベントでもある。
- 決してベストメンバーが揃うわけではなく、その年限りで退団する選手や、引退する選手、レギュラーではないが成長株の選手なども出場することがある。
- パ・リーグの選手からの支持も高く、日米野球と重なることが多いが東西対抗を優先する選手がほとんどで、川﨑宗則はケガで日米野球を辞退したにもかかわらず東西対抗には顔を見せている。

## 歴史
- 1981年10月30日 ロッテ、日本ハム、西武の3球団を東軍、南海、近鉄、阪急の3球団を西軍として第1回が開催された（於・西武ライオンズ球場）。この試合はテレビ朝日系列で放送された。
- 1982年11月6日 同じく西武ライオンズ球場で第2回が開催された。これを最後として一旦この大会は休止される。
- 1988年11月20日 テレビ静岡の開局20周年記念イベントとして静岡県の草薙球場に誘致され、第3回が開催された。それ以降は草薙球場で行われるようになった。
- 1990年11月18日 第4回が開催された。この年以降は2003年までの間、1年に1回行われている。
- 2004年 プロ野球再編問題の影響により行われなかったが、類似企画として「プロ野球70年 12球団ファン感謝デー 12球団東西対抗戦2004」が東京ドームで行われた（東軍：日本ハム、ロッテ、読売ジャイアンツ、ヤクルトスワローズ、西武、横浜ベイスターズ、西軍：中日ドラゴンズ、近鉄、阪神タイガース、オリックス、広島東洋カープ、ダイエー）
- 2005年11月3日 近鉄の消滅と楽天の誕生に伴い、それまで東軍だった西武を西軍に移した上で第18回が開催された（西武が東軍のままだと東軍4球団、西軍2球団になってしまうため）。
- 2006年10月31日 パ・リーグ理事会において、11月は「国際月間」とする球界の流れに加え、日程的にも困難が伴うことや選手会の意向も考慮し、同年限りでの打ち切りを決定した[1]。11月5日、事実上最後の開催となる第19回が開催され、9-4で東軍が勝利（MVP：千葉ロッテ・今江敏晃）し、26年19回に及ぶ大会の歴史に終止符を打った。この大会打ち切りに関してリーグ側からは「一定の役割を果たした」とのコメントしか出ず、パ・リーグを愛するファンに納得のいく説明がされていないこともあり、この打ち切りに対しては批判的な声が多い。（実際に小池唯夫パ・リーグ会長が開会宣言をした際、スタンドからファンが一斉にブーイングをした。）

## 試合結果
| 回 | 試合日         | 球場 | スコア        | MVP        | 所属       | 備考                       |
| -- | -------------- | ---- | ------------- | ---------- | ---------- | -------------------------- |
| 1  | 1981年10月30日 | 西武 | 西軍3-5東軍   | 田淵幸一   | 西武       | 第1回、唯一のナイター開催  |
| 2  | 1982年11月6日  | 西武 | 西軍7-0東軍   | 羽田耕一   | 近鉄       |                            |
| 3  | 1988年11月20日 | 草薙 | 東軍3-5西軍   | 松永浩美   | 阪急       | この年より草薙で開催       |
| 4  | 1990年11月18日 | 草薙 | 西軍1-6東軍   | 清原和博   | 西武       |                            |
| 5  | 1991年11月3日  | 草薙 | 東軍2-4西軍   | 佐藤和弘   | オリックス |                            |
| 6  | 1992年11月15日 | 草薙 | 西軍5-4東軍   | 村上隆行   | 近鉄       |                            |
| 7  | 1993年11月7日  | 草薙 | 東軍2-5西軍   | 藤井康雄   | オリックス |                            |
| 8  | 1994年11月20日 | 草薙 | 西軍5-8東軍   | 広瀬哲朗   | 日本ハム   |                            |
| 9  | 1995年11月19日 | 草薙 | 東軍2-6西軍   | イチロー   | オリックス |                            |
| 10 | 1996年11月3日  | 草薙 | 西軍14-3東軍  | 小久保裕紀 | ダイエー   |                            |
| 11 | 1997年11月2日  | 草薙 | 東軍7-7西軍   | 鈴木健     | 西武       |                            |
| 12 | 1998年11月1日  | 草薙 | 西軍7-4東軍   | 大島公一   | オリックス |                            |
| 13 | 1999年11月14日 | 草薙 | 東軍11-10西軍 | 小坂誠     | ロッテ     |                            |
| 14 | 2000年11月3日  | 草薙 | 西軍5-0東軍   | 田口壮     | オリックス |                            |
| 15 | 2001年11月3日  | 草薙 | 東軍11-2西軍  | カブレラ   | 西武       | 5回降雨コールド            |
| 16 | 2002年11月10日 | 草薙 | 西軍6-6東軍   | 小久保裕紀 | ダイエー   | 小久保は2度目のMVP（唯一） |
| 17 | 2003年11月9日  | 草薙 | 東軍2-4x西軍  | 鳥越裕介   | ダイエ－   | 9回サヨナラ（初、唯一）    |
| 18 | 2005年11月3日  | 草薙 | 西軍9-8東軍   | 和田一浩   | 西武       | 2年ぶりの試合              |
| 19 | 2006年11月5日  | 草薙 | 東軍9-4西軍   | 今江敏晃   | ロッテ     | この年が最後               |

## 対戦成績
- 東軍5勝
- 西軍11勝
- 2引分